# София Саксонская (1587—1635)
София Саксонская (нем. Sophie von Sachsen; 29 апреля 1587, Дрезден — 9 декабря 1635, Штеттин) — саксонская принцесса из альбертинской линии Веттинов, в замужестве герцогиня Померанско-Штеттинская.

## Биография
Принцесса София — дочь курфюрста Кристиана I Саксонского и его супруги Софии Бранденбургской, дочери курфюрста Иоганна Георга Бранденбургского.
26 августа 1610 года в Дрездене София вышла замуж за герцога Франца Померанско-Штеттинского. Брак остался бездетным. На время пребывания мужа Софии во власти пришлась Тридцатилетняя война. После смерти герцогини её вдовьи владения отошли Богуславу XIV Померанскому. Всё движимое имущество саксонской принцессы, в частности, мебель и зерновые запасы, были конфискованы Швецией, которая рассматривала Саксонию противником по Пражскому миру 1635 года. София Саксонская была похоронена в княжеской усыпальнице в Штеттине, в 1650 году её останки были перезахоронены в 1650 году в дрезденской церкви Святой Софии.